# 胸椎

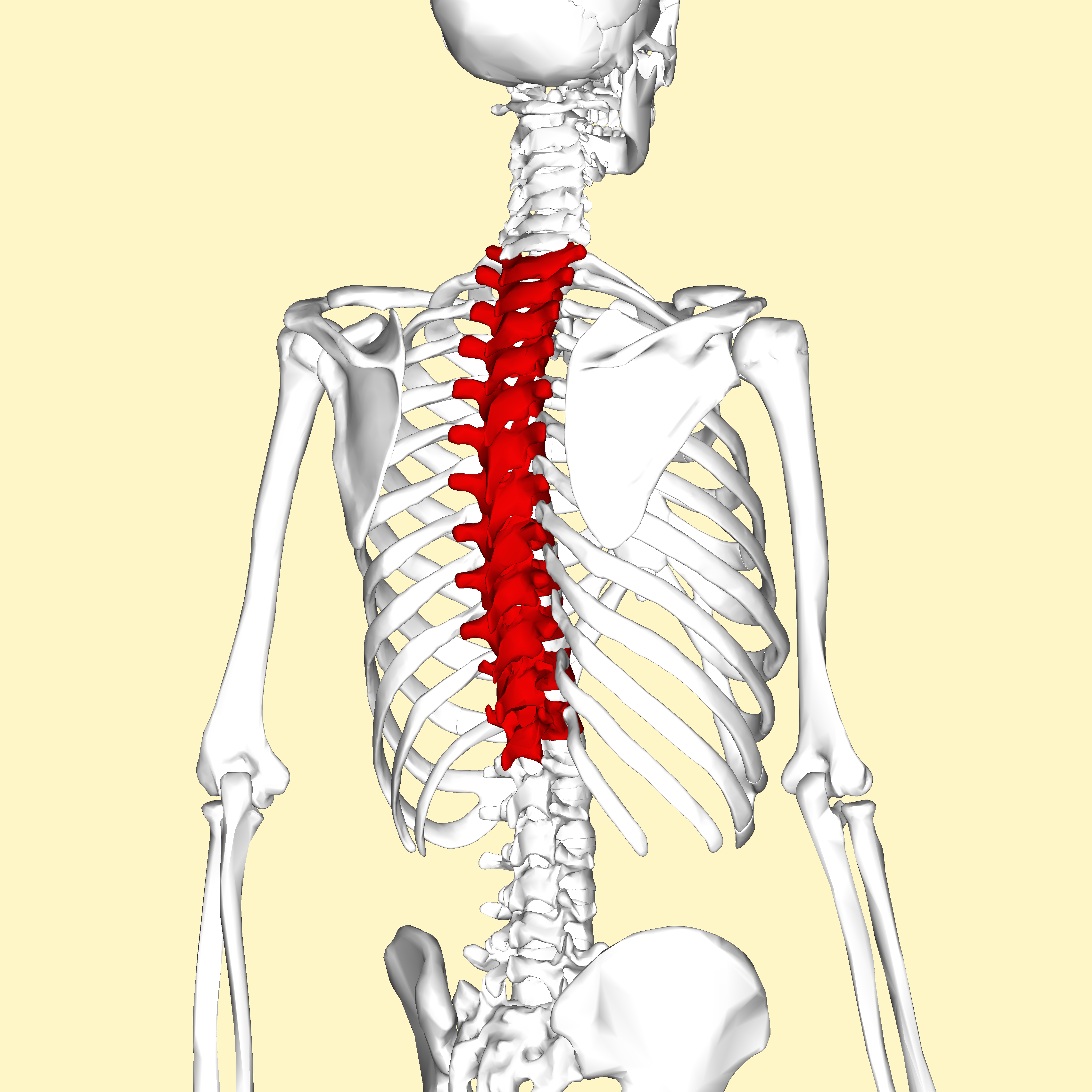
赤で示したところが胸椎の位置。ヒトでは12個の骨からなり、上から下へT1, T2, …, T12である。

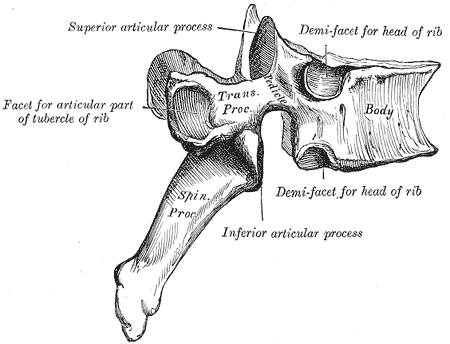
横側から見た典型的な胸椎

哺乳類において、胸椎（きょうつい、英: thoracic vertebrae）とは頸椎と腰椎の間にあり、脊椎の中央を構成する部分。ヒトでは12個の胸椎骨があり、頸椎と腰椎の中間の大きさをしている。腰椎に近いほど大きくなり、下にあるものは上のものよりもずっと大きい。肋骨頭と関節接合するために椎体の側面に窩が存在すること、および肋骨結節と関節接合するために全ての横突起に関節面が存在すること（第11と第12は除く）により区別される。慣例的にヒトの胸椎にはT1–T12の番号がつけられ、第1(T1)が頭蓋骨に最も近い。

## 一般的な特徴
これらは第2から第8胸椎までの一般的な特徴である。第1と第9から第12胸椎には異なる特徴があり、以下で詳しく説明する。
胸部の中央にある椎体はハート形をしており、前後と横方向の幅が広い。胸部の端ではそれぞれ頸椎と腰椎の端と似ている。後ろの方が前よりもわずかに厚く、上と下は平らで、前から左右に凸で、後ろに深く凹んでおり、横と前にわずかにくびれている。両側に肋骨半窩を呈し、上の1つは椎弓根の根元近く、下の1つは下椎切痕の前にある。これらは手つかずの状態で軟骨に覆われており、椎骨が互いに関節接合されると、入り込む椎間線維軟骨とともに肋骨頭を受け入れるための楕円形の表面を形成する。

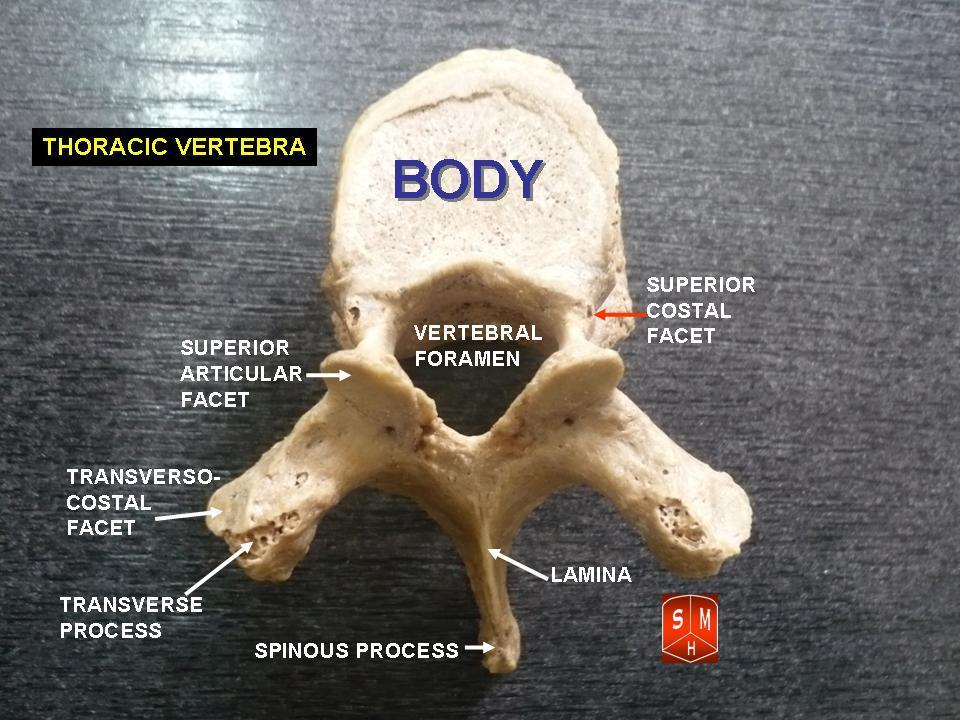
胸椎（椎体(BODY)、上関節窩(SUPERIOR ARTICULAR FACET)、椎孔(VERTEBRAL FORAMEN)、上肋骨窩(SUPERIOR COSTAL FACET)、横突肋骨窩(TRANSVERSOCOSTAL FACET)、椎弓板(LAMINA)、横突起(TRANSVERSE PROCESS)、棘突起(SPINOUS PROCESS)）

椎弓根は後方でわずかに上向きになっており、下椎切痕は大きさが大きく、脊柱の他のどの領域よりも深くなっている。
椎弓板は幅が広く、厚く、かわら状である。つまり、屋根の上のかわらのように下にある椎骨のものと重なり、椎弓根と接続して脊髄を取り囲み保護する。
椎間孔は小さい円形で、各椎間ごとに2つずつあり、1つは右、もう1つは左に神経根から出ている。
椎孔は脊柱管としても知られる椎体の後方にある大きな開口部である。胸部の高さで脊髄を含み保護する。
棘突起は長く、冠状断面が三角形であり、斜め下に向いており、薄板から生じ結節された末端で終わる。これらの突起は第5と第8まで重なるが、上下方向があまり斜めではない。
上関節突起は、椎弓根と椎弓板の接合部から上に突出している骨の薄い板である。これらの窩は実際的に平らであり、後方および少し側方・上方に向けられている。
下関節突起はかなりの程度椎弓板と融合し、突出するが下側の境界をわずかに超える。窩は前を向いており、少し内、下を向いている。
横突起は上関節突起と椎弓根の後ろの弓から生じる。厚く、強く、かなり長く、斜め後方および横方向に向いており、肋骨の小結節で関節運動するための小さな凹面の前面にあるバチ状の端で終わる。

## 各胸椎

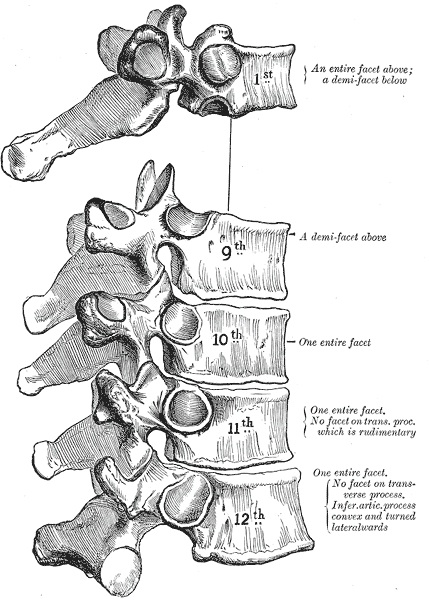
第1胸椎と第9から第12胸椎はいくつか特有な形状を持つ。

### 第1胸椎(T1)
第1胸椎は椎体の両方の側面に第1肋骨の頭に対する関節窩全体と、第2肋骨の頭の上半分に対する半窩を持っている。
椎体は頸椎の椎体と近い形をしており、幅が広く、凹面で、両側に唇がある。
上関節面は上向きと後ろ向きであり、棘突起が厚く、長く、ほぼ水平である。
横突起は長く、上部の椎切痕は他の胸椎のものよりも深くなっている。
胸神経1 (T1) はこの下を通る。

### 第2胸椎(T2)
胸神経2 (T2) はこの下を通る。
第1胸椎よりも大きい。

### 第3胸椎(T3)
胸神経3 (T3) はこの下を通る。

### 第4胸椎(T4)
第4胸椎は第5胸椎とともに胸骨角と同じ高さにある。

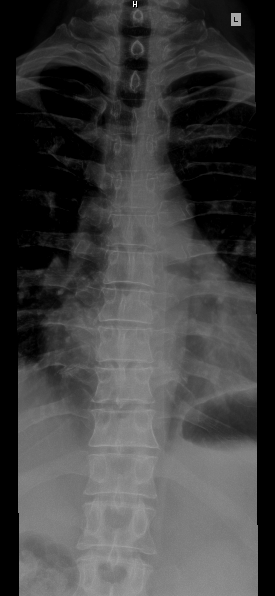
57歳男性の胸椎X線

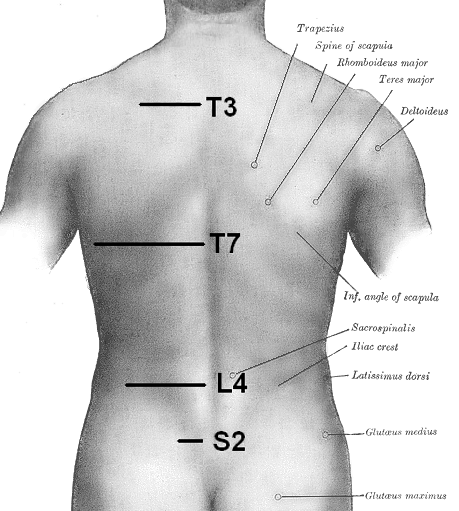
T3とT7の位置を表面で示した図。それぞれ肩甲棘の中央、肩甲骨の下角に位置する。

胸神経4 (T4) はこの下を通る。

### 第5胸椎(T5)
第5胸椎は第4胸椎とともに胸骨角と同じ高さにある。ヒトの気管は第5胸椎の高さで2つの主な気管支に分かれるが、呼吸により高低する。
胸神経5 (T5) はこの下を通る。

### 第6胸椎(T6)
胸神経6 (T6) はこの下を通る。

### 第7胸椎(T7)
胸神経7 (T7) はこの下を通る。

### 第8胸椎(T8)
第8胸椎は第9胸椎とともに剣状突起と同じ高さにある。胸神経8(T8) はこの下を通る。

### 第9胸椎(T9)
第9胸椎には下に半窩がない場合があるが、両側に2つの半窩がある場合もある。後者の場合、第10胸椎には窩がなく、上部に半窩がある。
胸神経9 (T9) はこの下を通る。
剣状突起は、軸平面で同じ高さにある。

### 第10胸椎(T10)
両側に窩（半窩ではない）全体があり、椎弓根の側面に部分的に配置される。つながる肋骨には頭に1つの窩しかないため、下に窩のたぐいはない。
胸神経10 (T10) はこの下を通る。

### 第11胸椎(T11)
椎体の形や大きさは、腰椎の椎体に近い。
肋骨頭の関節窩は大きく、主に椎弓根に位置する。胸部の他の部分よりもこの胸椎と次の胸椎のものが厚く強い。
棘突起は短く、向きはほぼ水平である。
横突起は非常に短く、末端に結節があり、関節窩はない。
胸神経11 (T11) はこの下を通る。

### 第12胸椎(T12)
第12胸椎は第11胸椎と同じ一般的な特性を持っているが、腰椎のように凸で横に向いた下関節面により区別される。その椎体や椎弓板、棘突起は腰椎に似ている。横突起は上、下、外側結節の3つの隆起に細分化され、上と下は腰椎の乳頭突起と副突起に対応する。同様の隆起の痕跡が、第10と第11胸椎の横突起にみられる。
胸神経12 (T12) はこの下を通る。

## 他の動物
脊椎動物のうち魚類・両生類・爬虫類において胸椎は定義されていない。哺乳類では、肋骨が関節する椎骨が胸椎と定義され、腰椎と区別されている。四足歩行の哺乳類は神経棘が発達しており、そこに付着する背側体幹筋が発達している。
他の動物では、胸椎の数が大きく異なることがある。例えば、ほとんどの有袋類には13個あるが、コアラには11個しかない。12個から15個が哺乳類では一般的であり、ウマ、バク、サイ、ゾウでは18個から20個であり、極端な例ではナマケモノには25個あり、クジラ目には9個ある。
鳥類において、頸椎から胸椎への移行点は、第一肋骨ではなく第一浮遊肋骨が位置する点として定義される。鳥類の胸椎には大きく分けて自由胸椎と癒合胸椎があり、ニワトリでは第一・第二胸椎のみが自由胸椎で、第三～第五胸椎が互いに癒合する。ニワトリやハトの癒合胸椎は棒状であるが、アヒルやガチョウは靭帯や腱が骨化して強度向上に寄与している。また、癒合胸椎の腹側には腹稜が存在し、水平隔膜や斜隔膜が付着し、鳥類に独自の構造を示す。最後位胸椎は複合仙骨の形成に参加する。

## ギャラリー

で示した位置が胸椎（アニメーション）
左と同じであるが、胸椎周りの骨を半透明にしている。
- 3D画像
胸椎の形を示したアニメーション
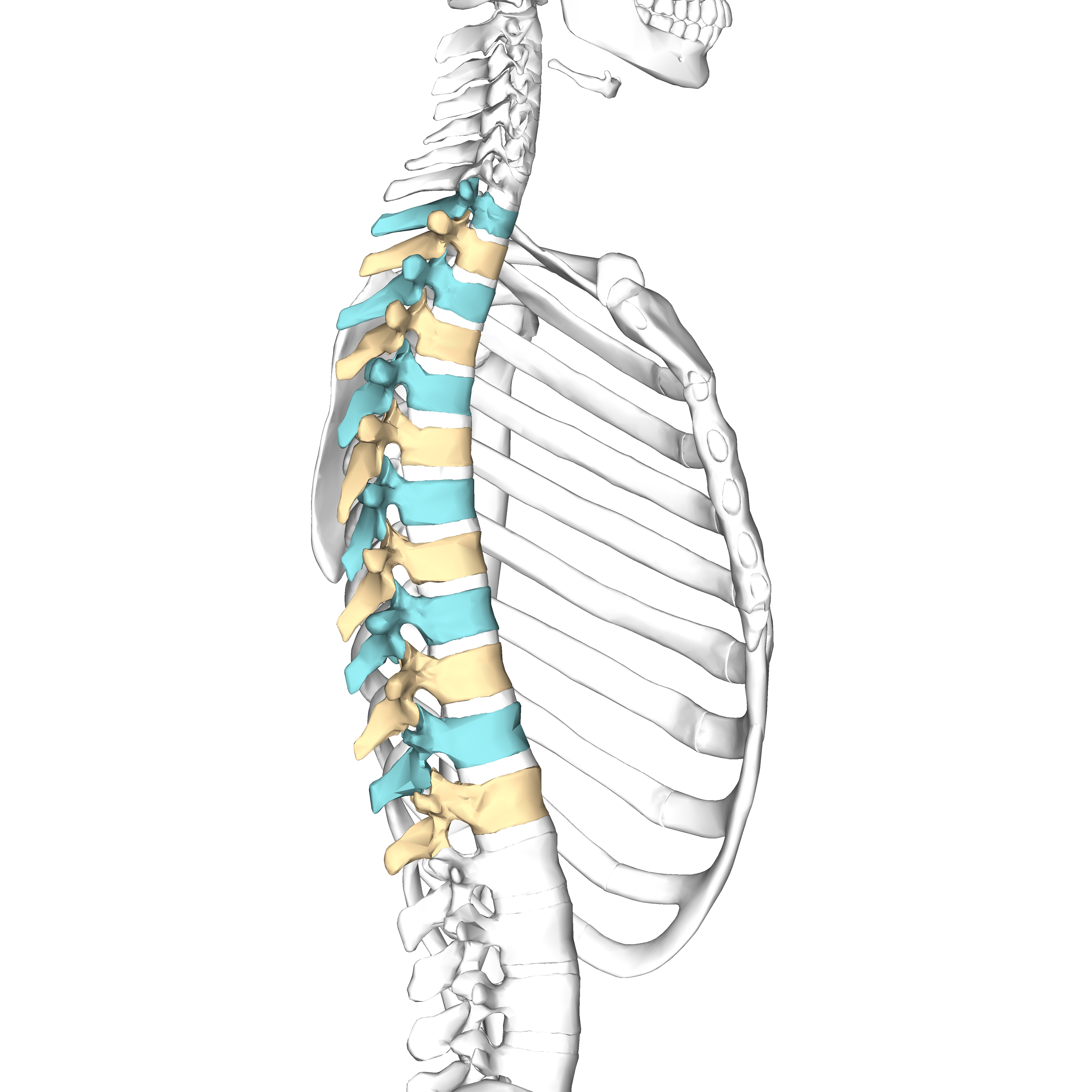
胸椎の外側面。右半分の胸郭骨は示されていない。
脊柱
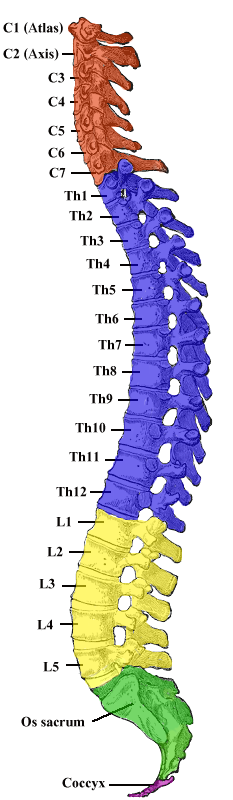
脊柱
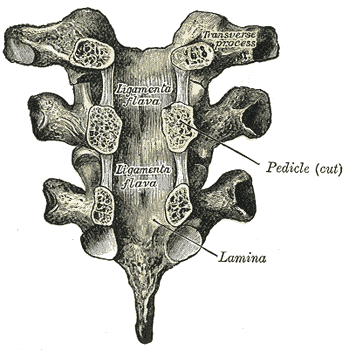
正面から見た3つの胸椎の椎弓
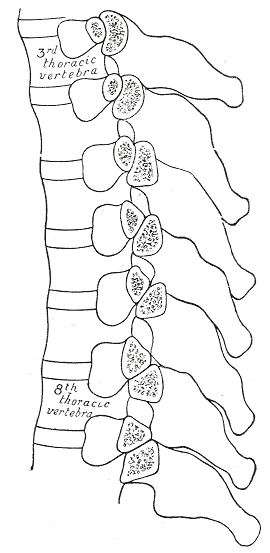
第3から第9までの肋横突関節の部分
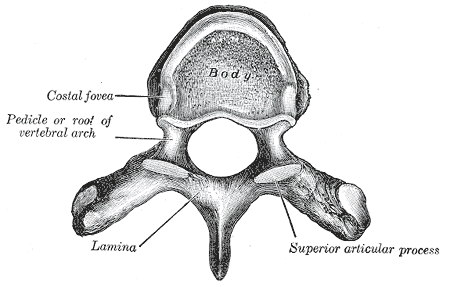
上から見た典型的な胸椎
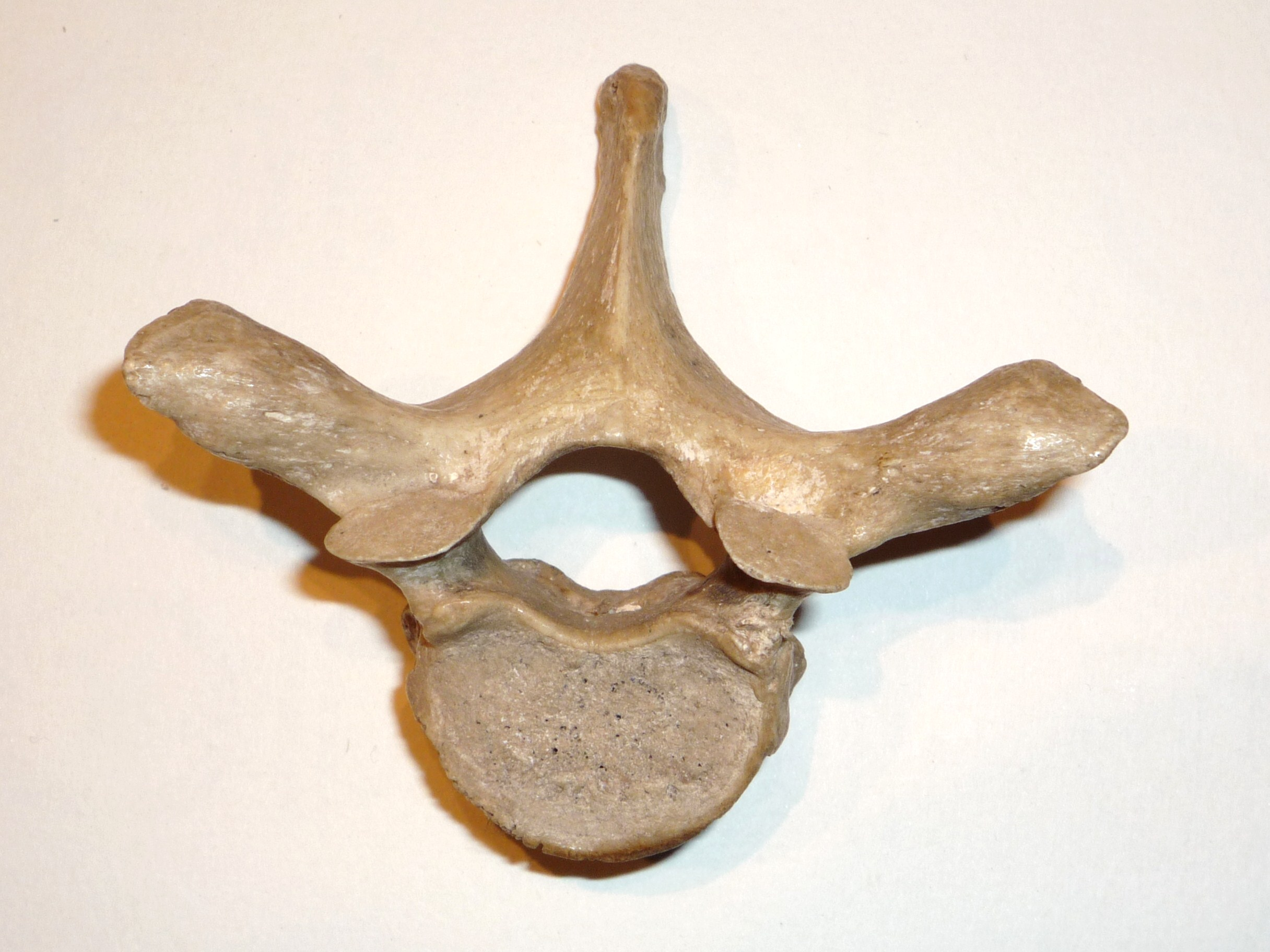
上から見た胸椎
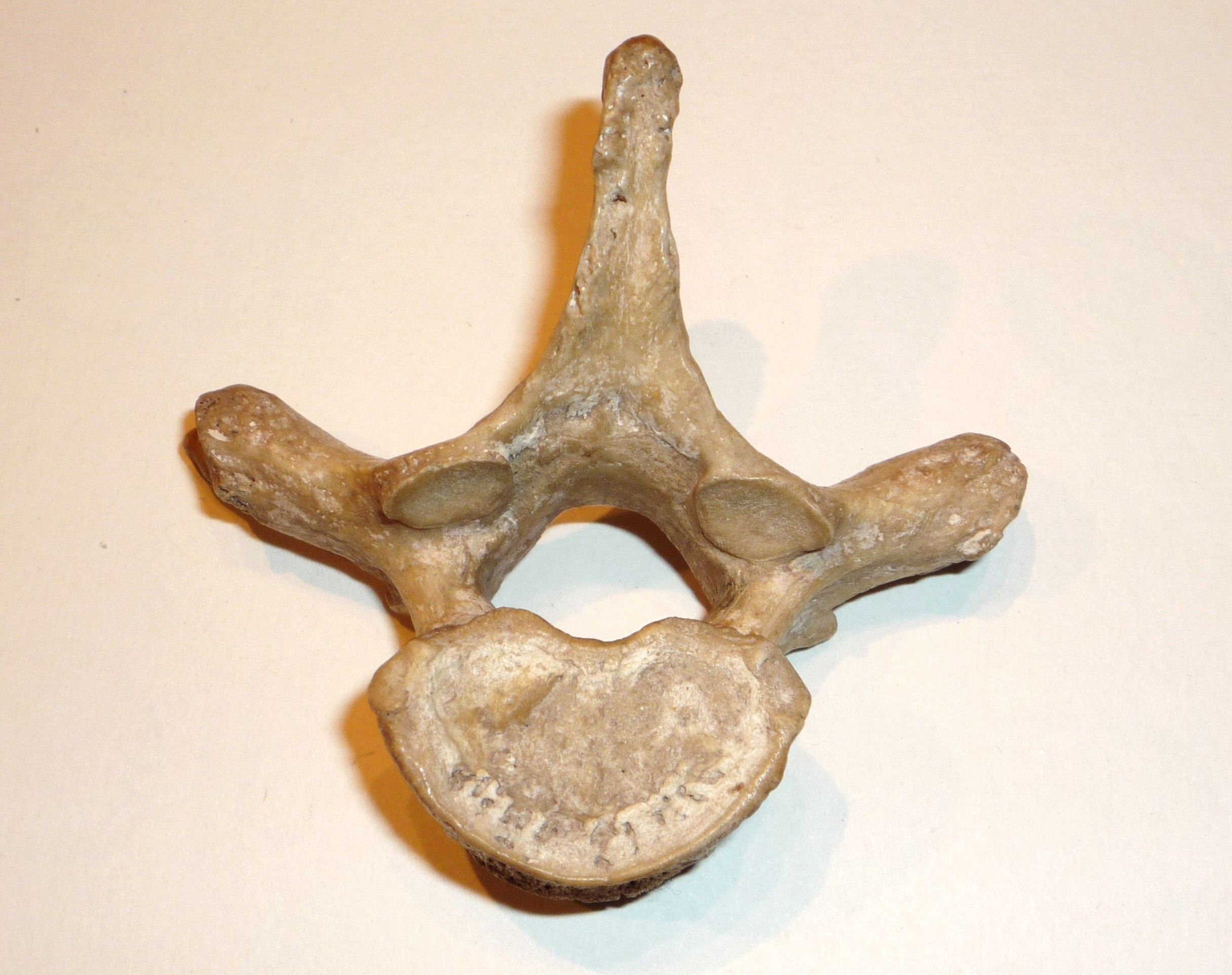
下から見た胸椎